# 澳洲戰爭紀念館

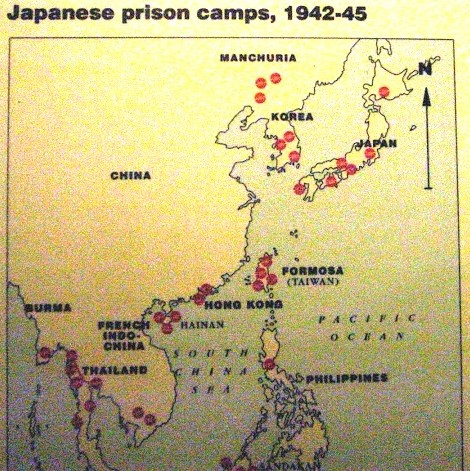
紀念館內的日本戰俘集中營地圖

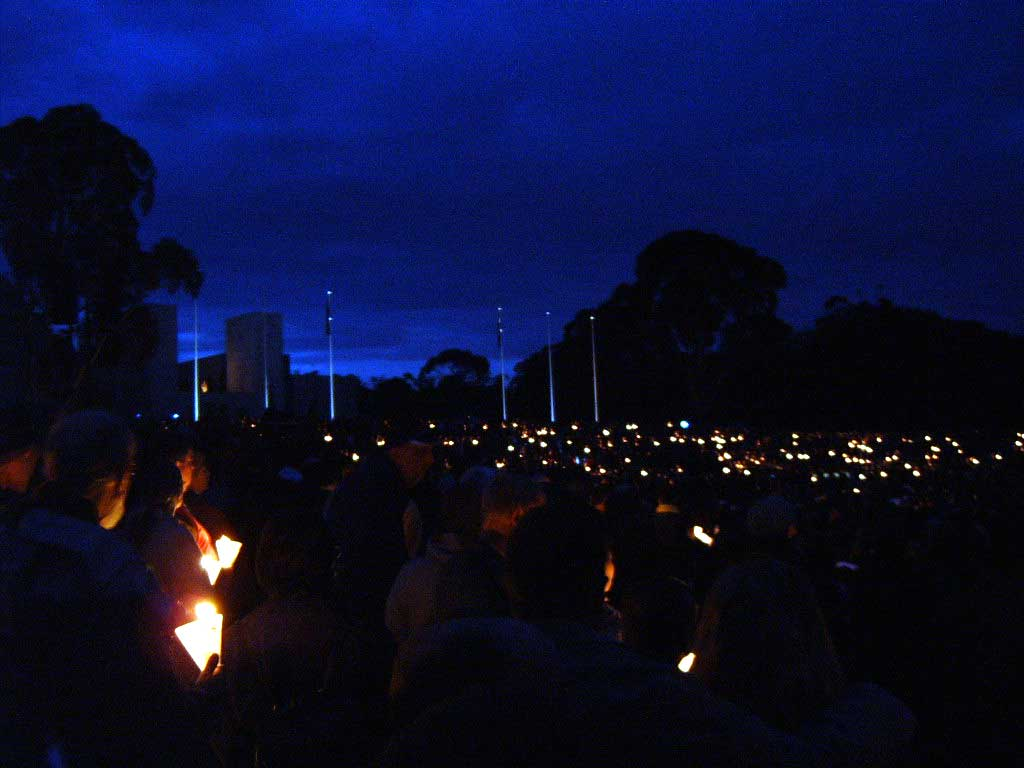
澳洲军团日90周年纪念，摄于2005年4月25日

澳洲戰爭紀念館（英語：The Australian War Memorial），是一座位於澳洲首都特區坎培拉坎貝爾郊區的全國性戰爭紀念設施，結合紀念碑、博物館與档案馆功能，旨在紀念所有因戰爭犧牲的澳洲人，包括執行維和任務期間的死難者。紀念館園區包括五座建築與一座雕塑花園，主要的博物館展廳與紀念空間皆設於主體建築內。
建設全國戰爭紀念館與博物館的構想始於第一次世界大戰結束後不久，1925年，澳洲聯邦政府通過立法正式設立紀念館。館舍設計由 埃米爾·索德斯滕與約翰·克拉斯特（John Crust）共同完成，惟受經濟大蕭條影響，施工計畫延宕至1930年代中期方得推進。紀念館於1941年正式對外開放。1980年代至2000年代間，建築設計事務所 丹頓·科克·馬歇爾陸續在園區內增建多座建物，用以擴充展覽空間與行政設施。1993年，「無名澳洲戰士之墓」（Tomb of the Unknown Australian Soldier）安置於主建築內部的「追思殿」（Hall of Memory）之中。
紀念館最初僅為悼念第一次世界大戰中的陣亡者而設，然而隨歷史發展，其範疇先後於1939年擴展至第二次世界大戰、1952年擴及所有其他戰爭、1975年進一步納入所有因戰爭或武裝衝突死亡的澳洲人。近年經對相關法律範圍重新詮釋，紀念館預計於2028年開設新展廳，首次納入澳大利亚边境战争之相關內容。AWM設有多個常設展區，涵蓋第一次與第二次世界大戰，另有主題館如「航空展廳」（Aircraft Hall）與「英勇殿堂」（Hall of Valour）。館區全年開放，僅耶誕節休館，並定期舉辦紀念儀式，包括每日傍晚的「最後崗哨儀式」（Last Post ceremony），以及澳新军团日與國殤紀念日的全國性活動。

## 历史
澳大利亚的官方世界战争史学家Charles Bean，最初构想一个澳大利亚士兵的纪念馆是在法国观察1916年战争时。澳大利亚战争记录科成立于1917年5月，用来保障当时有关战争的记录得以保存。记录和文物第一次在墨尔本展出随后是堪培拉。
1927 年的建筑设计比赛并没有产生获奖参赛作品。但是两个参赛者，悉尼建筑师 Emil Sodersten和John Crust，被鼓励联合设计。该项目的内容范围限定在有限的预算和经济大萧条的影响下。
建筑竣工于第二次世界大战爆发后的1941年，于1941年11月11日由当时的总督Gowrie正式主持开幕。Gowrie自己曾经也是一名士兵，他获得过维多利亚十字勋章。

### 历任馆长
- 1919 –1920 – Henry Gullett
- 1920–1952 – 少校 John Linton Treloar, OBE (1894–1952)
- 1952–1966 – 少校 J. J. McGrath, OBE ( -1998)
- 1966 – 1974 – W. R. Lancaster (曾经的战争纪念馆副馆长)
- 1975–1982 – Noel Joseph Flanagan, AO
- 1982–1987 – James H. Flemming, AO
- 1987–1990 – Keith W. Pearson, AO
- 1990–1994 – Brendon E. W. Kelson
- 1996–2012 少校 General Steve Gower, AO
- 2012–现在 The Hon. Dr. Brendan Nelson

## 澳新军团大道

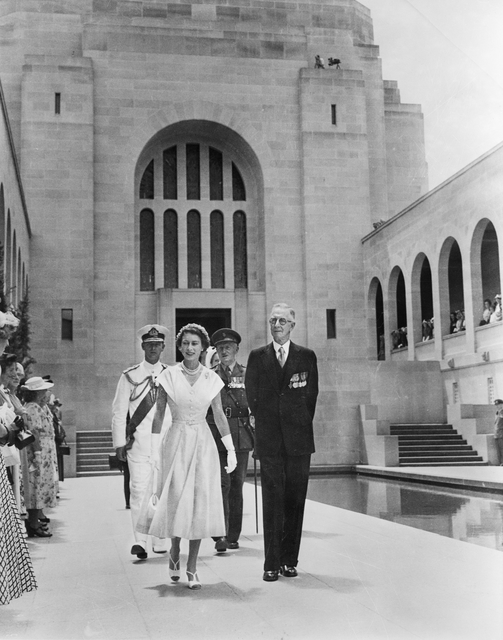
澳洲女皇伊丽莎白二世，由Charles Bean作为向导在战争纪念馆附近浏览 (1954年2月16日)。爱丁堡公爵身着军服在后跟随。

澳新军团大道是一条短的大道，它的名字用以表示向澳大利亚和新西兰的军队表达敬意。

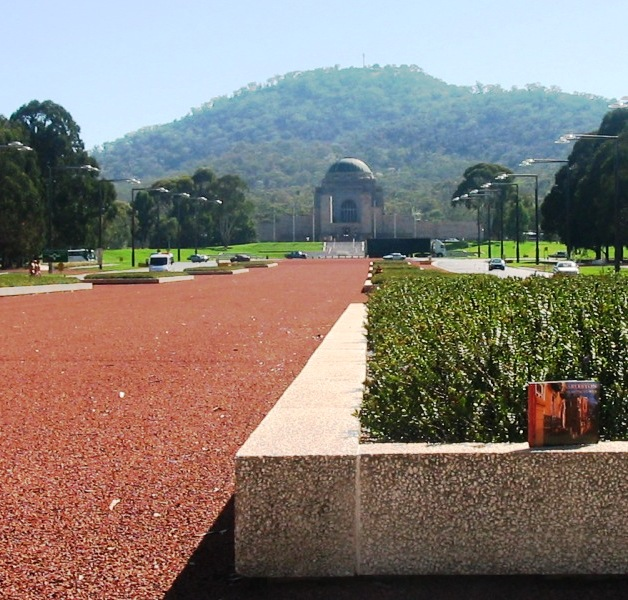
在Ainslie山下沿着澳新军团大道看向战争纪念馆。
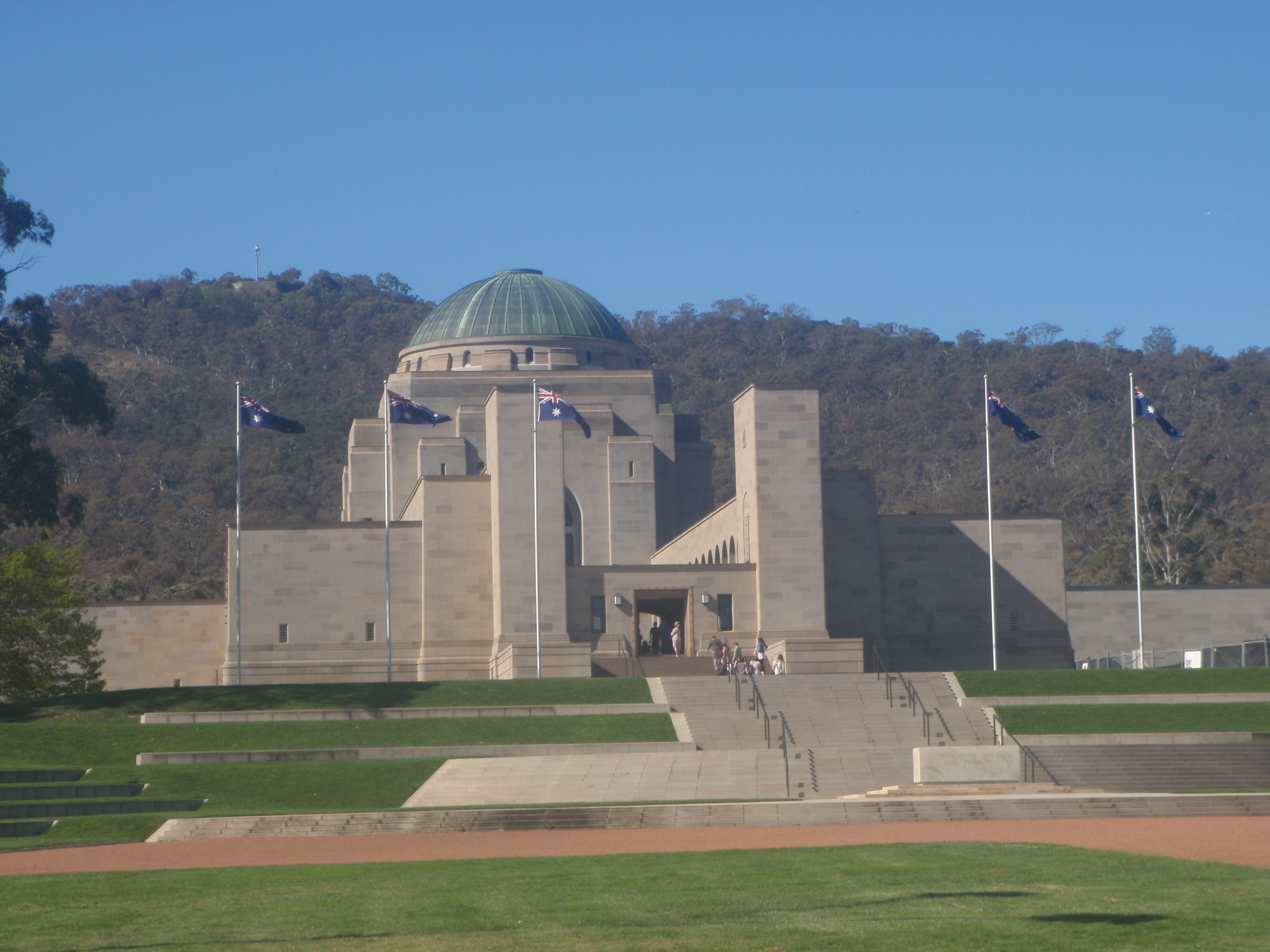
在澳新军团大道中通向澳洲战争纪念馆的入口。
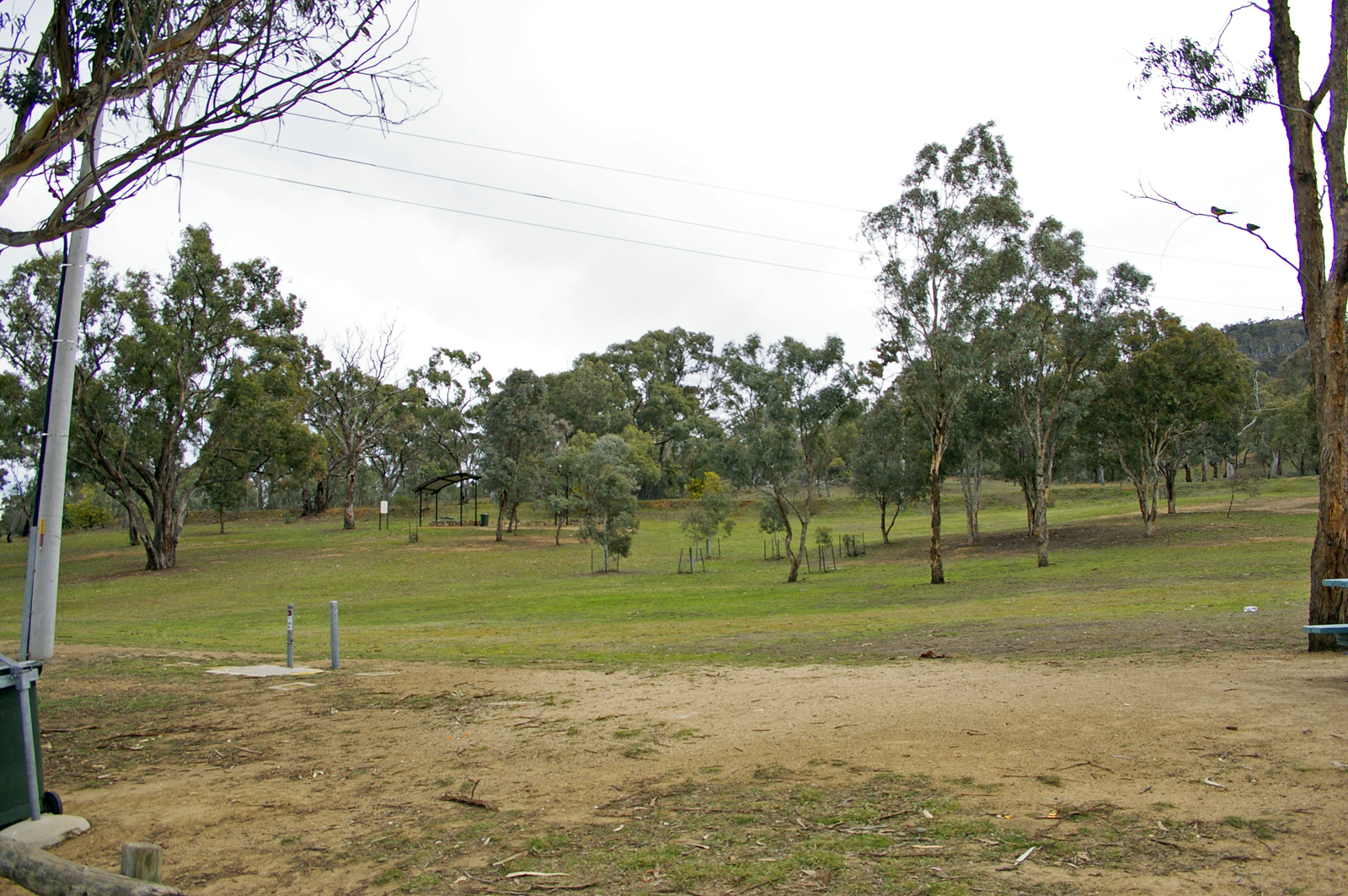
纪念公园。

### 來源
1. ↑  AWMMHMP 2022，第14頁.

### 書目
- McKernan, Michael. . University of Queensland Press. 1991. ISBN 0-7022-2413-8.
- Gower, Steve. . Wakefield Press. 2019. ISBN 978-1-74305-616-5 （英语）.
- (PDF). Australian War Memorial. March 2022  [2025-04-20]. （原始内容存档 (PDF)于2025-07-08）.

## 外部連結
- 官方网站
- Australian War Memorial at Google Cultural Institute （页面存档备份，存于）